# Milo (nápoj)

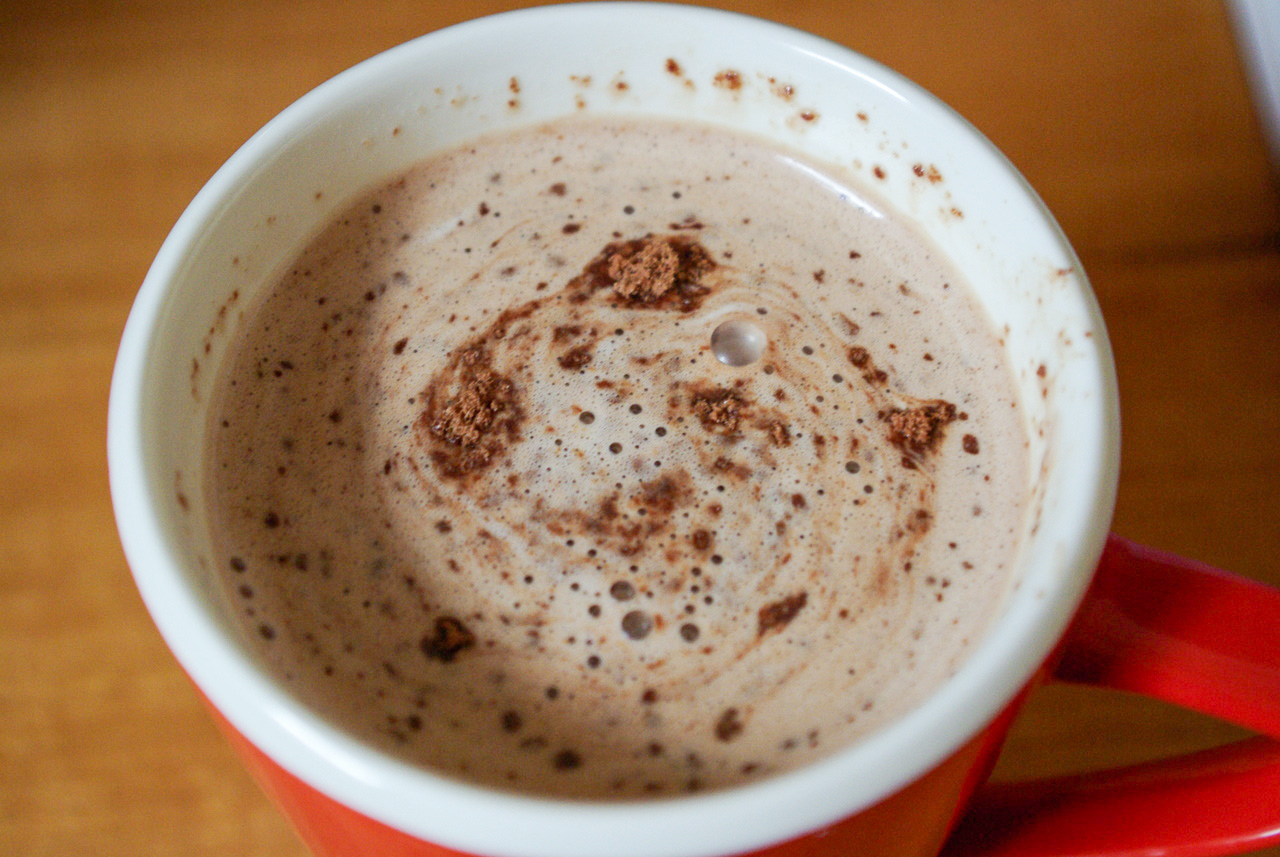
Šálek australského nápoje Milo s mlékem

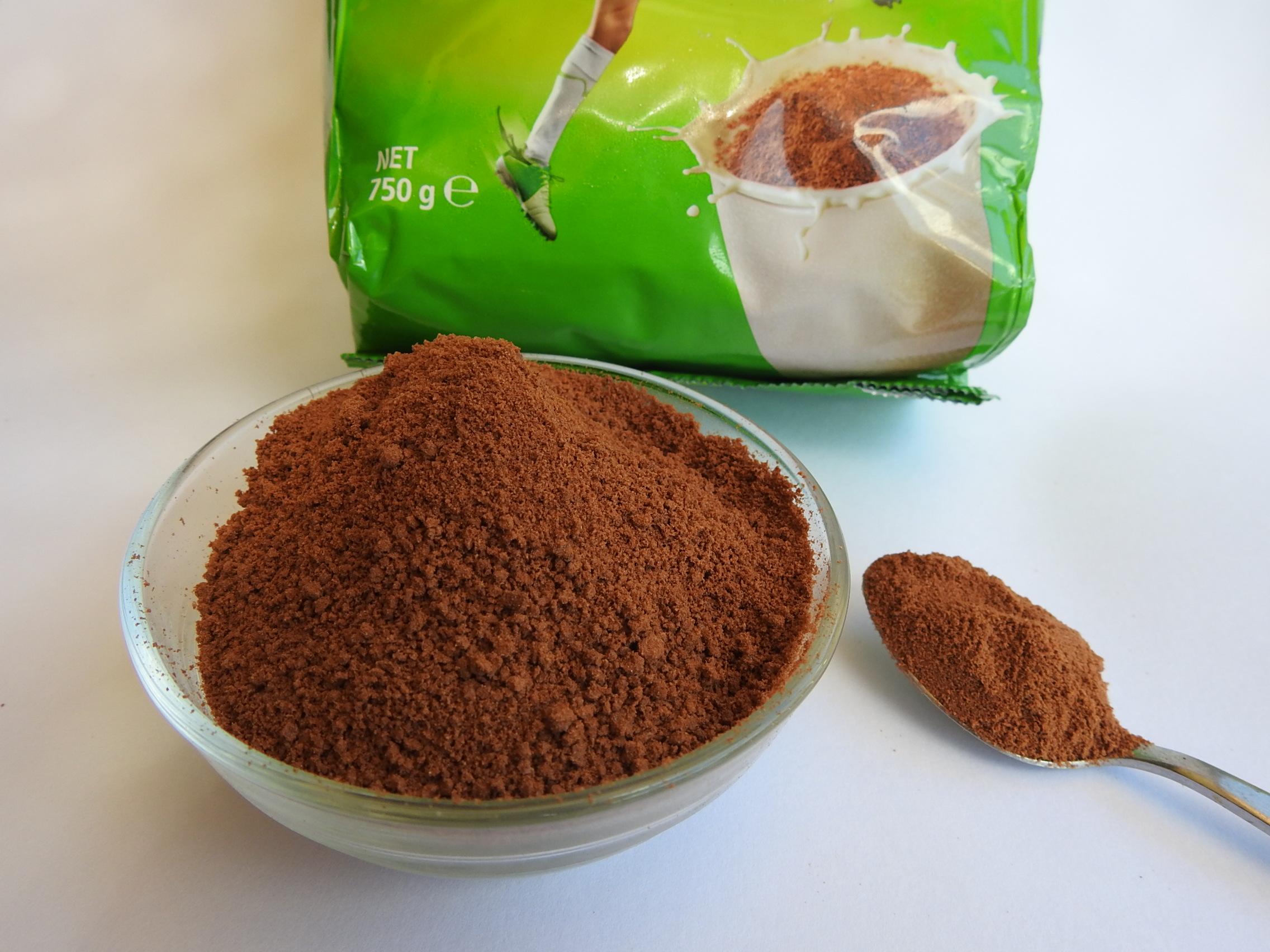
Australská směs Milo

Milo /'mailou/ je směs čokoládového a sladového prášku, který po smíchání s horkým nebo studeným mlékem či vodou, vytvoří nápoj. Je prodáván pod značkou Nestlé v mnoha zemích světa a byl vynalezen Thomasem Maynem v Sydney, Austrálii v roce 1934.
Nejčastěji se prodává v zelené plechovce ve formě prášku, často s obrázky zobrazující různé sportovní aktivity. Kromě směsi na přípravu instantního nápoje byly uvedeny na trh další produkty s Milo jako například tyčinka či cereálie. Složení a chuť se liší napříč zeměmi, kde se prodává.